# Becky Sauerbrunn
Rebecca „Becky“ Elizabeth Sauerbrunn (* 6. Juni 1985 in St. Louis, Missouri) ist eine US-amerikanische ehemalige Fußballspielerin. Die Abwehrspielerin spielte seit der Saison 2020 für den Portland Thorns FC und seit 2008 für die US-amerikanische Nationalmannschaft. Mit dieser gewann sie 2015 und 2019 den WM-Titel und 2012 die olympische Goldmedaille.

## Karriere

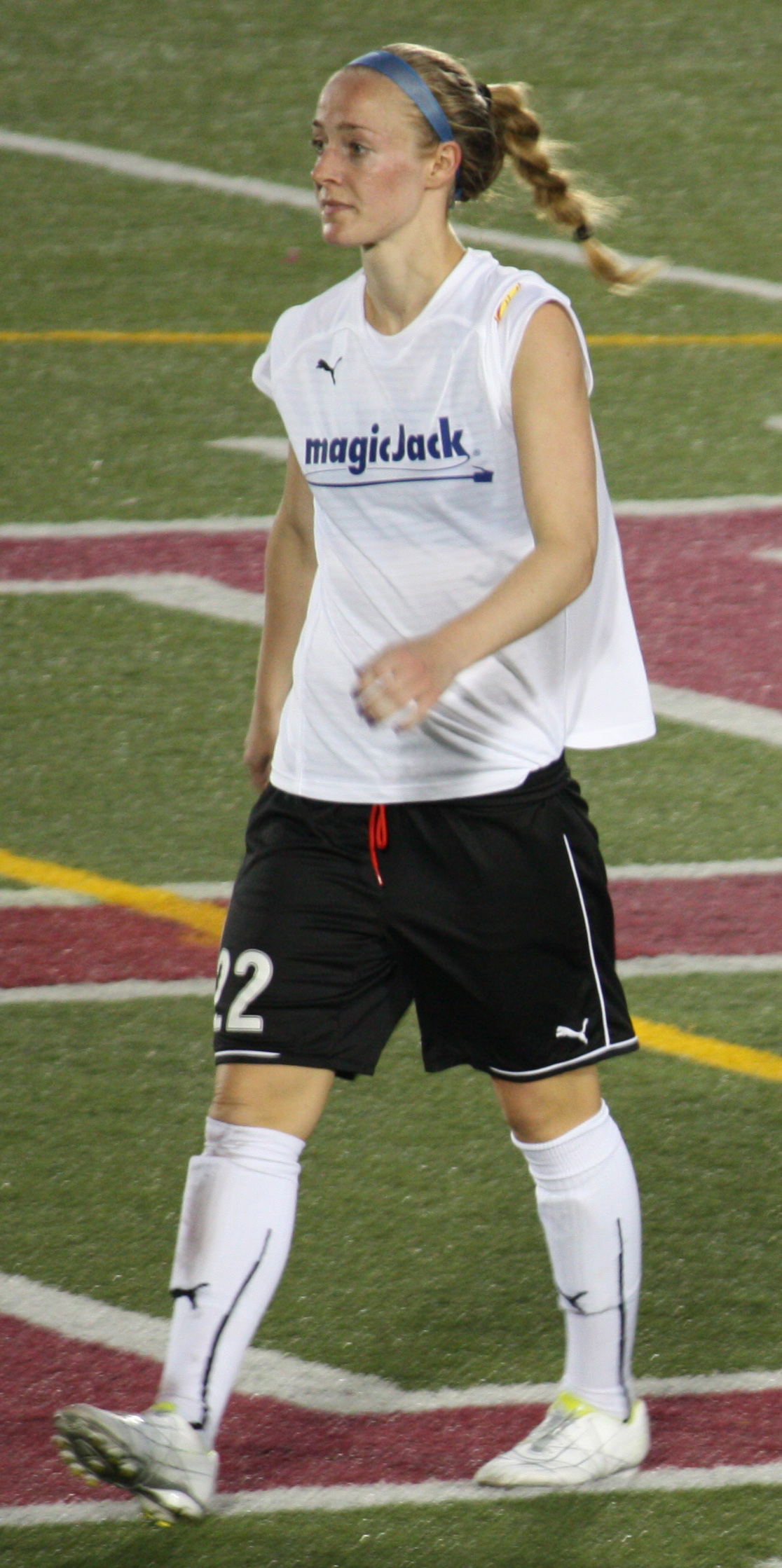
Sauerbrunn im Trikot der magicJack

Sie begann mit dem Fußballspiel an der Ladue High School. Neben Fußball spielte sie auch Basketball und Volleyball und wurde in beiden Sportarten „Conference Player of the Year“. Zudem spielte sie bei den Virginia Cavaliers und J.B. Marine mit denen sie viermal den State Cup und 2000 die regionale Meisterschaft holte. Sie erhielt mehrere Auszeichnungen und Nominierungen für All-Star-Teams. 2005 spielte sie für die Boston Renegades, von 2006 bis 2007 für die Richmond Kickers und 2008 für Washington Freedom in der W-League. 2009 erzielte sie für Washington Freedom das erste Tor in der neuen Women’s Professional Soccer-League.
1999 nahm sie erstmals an einem Trainingscamp der U-14-Spielerinnen teil und durchlief in der Folgezeit alle Jugendmannschaften. 2004 gehörte sie als Co-Kapitän zur Mannschaft, die bei der U-19-Fußball-Weltmeisterschaft der Frauen 2004 in Thailand den dritten Platz belegte. Sie kam in allen Spielen über die komplette Zeit zum Einsatz. 2007 und 2008 gewann sie mit der U-21- bzw. U-23-Mannschaft den Nordic Cup, 2008 als Co-Kapitän.
Sauerbrunn wurde erstmals Anfang 2008 von der neuen Trainerin Pia Sundhage in die Nationalmannschaft der USA berufen und beim jährlichen Vier-Nationen-Turnier in China gab Sauerbrunn am 16. Januar 2008 gegen Kanada ihr Debüt. Nach einem weiteren Spiel beim Vier-Nationen-Turnier musste sie bis 2010 warten, bis sie als Ersatz für eine verletzte Spielerin in den Kader für den CONCACAF Women’s Gold Cup 2010 berufen und beim 9:0 gegen Guatemala eingewechselt wurde. 2011 kam sie in sieben von zehn Spielen zum Einsatz, u. a. beim Vier-Nationen-Turnier und im Finale des Algarve Cups. Sie wurde auch in den Kader für die WM 2011 berufen. Sauerbrunn kam erstmals im Halbfinale für die rot-gesperrte Rachel Buehler zum Einsatz und erreichte nach dem 3:1-Sieg gegen Frankreich das Finale, in dem sie nicht zum Einsatz kam.
2012 nahm sie erstmals mit dem US-Team am olympischen Fußballturnier teil. In den ersten beiden Spielen wurde sie aber nicht eingesetzt. Im letzten Gruppenspiel gegen Nordkorea, im Halbfinale gegen Kanada und im Finale gegen Japan wurde sie jeweils eingewechselt. Mit dem Team gewann sie erstmals die Goldmedaille.
In der Saison 2013 spielte sie in der neugegründeten National Women’s Soccer League, der höchsten amerikanischen Profiliga im Frauenfußball für den FC Kansas City.

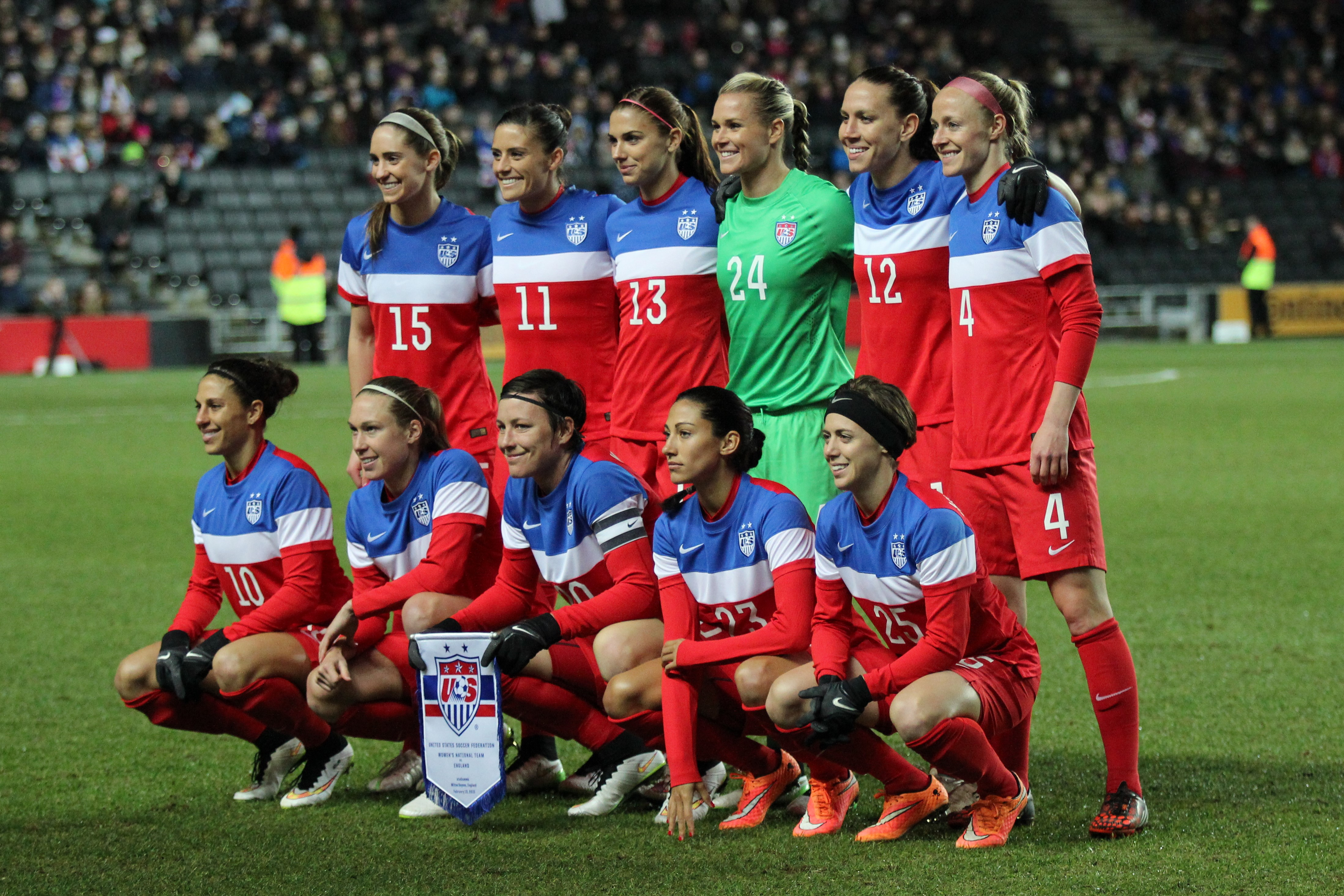
Sauerbrunn (Nr. 4) mit der US-Nationalmannschaft vor dem Spiel gegen England am 13. Februar 2015

Sauerbrunn wurde auch für den US-Kader der WM-2015 berufen. Sie kam in allen sieben Spielen zum Einsatz und verpasste keine Minute. Durch den Finalsieg gegen Japan wurde sie erstmals Weltmeisterin. Im Kader war sie die einzige Spielerin, die auch nach den WM-Spielen noch ohne Torerfolg ist.
Am 21. Februar 2016 bestritt sie im Finale des Qualifikationsturnier für die Olympischen Sommerspiele 2016 gegen Kanada ihr 100. Länderspiel.
Bei den Olympischen Spielen scheiterte sie mit ihrer Mannschaft bereits im Viertelfinale durch Elfmeterschießen an den von ihrer früheren Nationaltrainerin Pia Sundhage trainierten Schwedinnen, so dass die USA erstmals nicht das Finale erreichten.
Auch in der Liga lief es nicht optimal: nach zwei Spielzeiten, in denen Kansas jeweils Meister wurde, belegten sie 2016 nach der Punktspielrunde nur den sechsten Platz und verpassten damit die Playoffs. Sauerbrunn wurde immerhin wie dreimal zuvor in die NWSL Best XI gewählt, da ihre Mannschaft die zweitwenigsten Gegentore kassierte. Allerdings schoss ihre Mannschaft auch die zweitwenigsten Tore. Zur Saison 2018 wechselte sie zum Utah Royals FC und wurde dessen Kapitänin sowie MVP der Mannschaft.
2018 gewann sie mit der Nationalmannschaft das Tournament of Nations und den CONCACAF Women’s Gold Cup, durch den sich die US-Mannschaft für die WM 2019 qualifizierten. Am SheBelieves Cup 2018 konnte sie aufgrund einer Fußverletzung nicht teilnehmen.
Im ersten Spiel des Jahres am 10. Januar 2019, das mit 1:3 gegen Frankreich mit 1:3 verloren wurde, kam sie zu ihrem 150. Länderspiel. Am 1. Mai wurde sie für die WM 2019 nominiert. Bei der WM wurde sie nur im ersten Gruppenspiel und WM-Rekordsieg gegen Thailand nicht eingesetzt. Danach verpasste sie keine Minute mehr und bildete mit Abby Dahlkemper bei der erfolgreichen Titelverteidigung die Innenverteidigung.
Zur Saison 2020 wechselte sie zum Portland Thorns FC.
Am 23. Juni 2021 wurde sie für die wegen der COVID-19-Pandemie um ein Jahr verschobenen Olympischen Spiele nominiert. Bei den Spielen kam sie in fünf Spielen zum Einsatz, wobei sie jedes Mal über die volle Distanz spielte und ihre Mannschaft als Kapitänin aufs Feld führte. Lediglich beim 6:1-Sieg gegen Neuseeland im zweiten Gruppenspiel saß sie nur auf der Bank. Am Ende sprang für die zuvor in 44 Spielen ungeschlagenen Gold-Favoritinnen „nur“ die Bronzemedaille heraus.
Am 17. Februar 2022 bestritt sie ihr 200. Länderspiel. Sie ist die einzige Feldspielerin der USA mit mindestens 100 Länderspielen, die noch kein Tor erzielen konnte. Sie ist damit länger ohne Torerfolg als Kate Markgraf, die ihr einziges Länderspieltor in ihrem 193. Länderspiel erzielte.
Für die WM 2023 konnte sie verletzungsbedingt nicht nominiert werden.
Am 17. Dezember 2024 gab sie ihr Karriereende bekannt.

## Erfolge
- W-League-Champion 2007
- Nordic-Cup-Siegerin 2007 und 2008
- Algarve-Cup-Siegerin 2011, 2013, 2015
- Vizeweltmeisterin bei der Fußball-WM 2011
- Olympiasiegerin 2012
- NWSL-Siegerin 2014, 2015, 2022
- Sieg beim CONCACAF Women’s Gold Cup 2014 und 2018
- Weltmeisterin bei der Fußball-WM 2015
- Siegerin des SheBelieves Cup 2016, 2020, 2021 und 2022
- Siegerin des Tournament of Nations 2018
- Gewinn der Fußball-Weltmeisterschaft der Frauen 2019
- Olympische Spiele 2020: Bronzemedaille
- NWSL Challenge Cup 2021-Siegerin

## Auszeichnungen
- 2018, 2019: Wahl in die NWSL Best XI[14][15]
- 2019: Verteidigerin des Jahres der NWSL[16]